# هارولد غيد
هارولد غيد هو سياسي أمريكي، ولد في 12 فبراير 1899، وتوفي في 18 نوفمبر 1985. نشط حزبياً في الحزب الديمقراطي. وقد انتخب عضو جمعية ولاية ويسكونسن ‏.